# 1 Timóteo 3
1 Timóteo 3 é o terceiro capítulo da Primeira Epístola a Timóteo, de autoria do Apóstolo Paulo, que faz parte do Novo Testamento da Bíblia.

## Estrutura
I. Vigilância espiritual
1. Requisitos dos bispos
a) Caráter pessoal e hábitos, v. 2,3
b) Atitude perante a família, v. 4,5
c) Experiência e boa reputação, v. 6,7
2. Requisitos dos diáconos
a) Caráter, hábitos e experiência cristã, v. 8,9
b) Devem ser provados por um tempo, v. 10
c) Devem ter esposas fiéis e exercer a devida autoridade em casa, v. 11,12
d) A bênção de ser diácono, v. 13
3. O propósito da carta, v. 15
4. O mistério da encarnação de Cristo, v. 16